# Georgina Blanes Nadal
Georgina Blanes Nadal (Alcoy, 12 de julio de 1966 - Alicante, 27 de marzo de 2015) fue una física española, la primera mujer en dirigir la Escuela Politécnica Superior de Alcoy, cargo que desempeñó oficialmente desde el 1 de julio de 2012 hasta su fallecimiento. Es autora de varios libros tanto en castellano como en valenciano sobre física, química, historia de la educación así como patrimonio e industrialización en Alcoy.

## Estudios y vida profesional
Estudió en la EPSA (Escuela Politécnica Superior de Alcoy) Ingeniería Técnica Textil (1989) y posteriormente en Tarrasa continuó sus estudios superiores de Ingeniería Industrial (1991). Georgina se doctoró en Ingeniería Industrial por la Universidad Politécnica de Valencia (1999).
Durante un breve período estuvo en empresas privadas como Aquagest en Torrevieja y fue becaria en Aitex, hasta que se incorporó a la docencia universitaria en noviembre de 1992. En el año 2002 fue nombrada Catedrática de Escuela Universitaria y Secretaria del Centro de Tecnologías Físicas. También ejerció como profesora de la UNED desde 1996 al 2007. 
Fue responsable de la Unidad docente de Física Aplicada en Alcoy desde 2002. Accedió al puesto de Subdirectora de Alumnado en el año 2001, desde donde gestionó el campus de Alcoy junto con dos equipos directivos diferentes durante once años. Se presentó a las elecciones de directora y las ganó en 2012, convirtiéndose así, en la primera mujer en ocupar este cargo. También se incorporó al equipo del nuevo rector de la UPV (Universidad Politécnica de Valencia), Francisco Mora.
Su etapa directiva fue breve pero muy intensa, entre otras cosas, Blanes consiguió la ampliación del Campus incorporando un nuevo edificio, proceso que no fue fácil ya que coincidió con la crisis económica desatada desde 2007. Siempre intentó mejorar la calidad docente y la investigación. Se preocupó por mejorar la relación Universidad-Sociedad iniciando la Universidad Senior en Alcoy. Estableció numerosos contactos con empresas y asociaciones empresariales del hinterlad de la EPSA que fructificaron en la apertura de varias sedes universitarias locales como la de Bocairente, Banyeres o Játiva.

## Vida personal
Georgina Blanes se casó con Rafael Sebastiá Alcaraz, con quien tuvo una hija, Georgina Sebastiá Blanes.
El 8 de enero de 2015 Georgina sufrió un ictus contra el que luchó casi tres meses, pero finalmente a la edad de 48 años, murió el 27 de marzo. El Ayuntamiento de Alcoy expresó su conmoción sumándose al luto, Toni Francés, el alcalde, explicó que esta mujer siempre había tenido un compromiso admirable con la educación, la ciencia y la promoción del conocimiento, cuya carrera en el mundo universitario era ejemplar y muy activa en el fomento de la institución académica como uno de los ejes fundamentales del progreso y el futuro de la ciudad.
El 3 de septiembre de 2015 se llevó a cabo un homenaje a Georgina Blanes durante el acto de apertura de la UPV del curso académico 2015-2016, junto a la investidura de Juan Ignacio Cirac Sasturain, donde se entregó la medalla de la Universitat Politècnica de València a título póstumo a Georgina Blanes, directora de la EPSA.
El 1 de julio de 2016 se inauguró oficialmente el edificio que lleva su nombre en el Campus de la UPV en Alcoy.

## Publicaciones
Georgina Blanes publicó tanto artículos de revistas, como reseñas y libros, como colaboraciones en obras colectivas y fue coordinadora de otras. Entre sus publicaciones podemos destacar:
- «Panorama histórico de la educación en las escuelas privadas de Alcoy durante el siglo XX. El Colegio de las Esclavas.»[8]
- «150 anys de la consolidació de l'ensenyament industrial a Alcoi.»[9]
- «El color líquido.»[10]
- «Orígenes de la enseñanza técnica en Alcoy.»[11]
- «Itinerario didáctico "El Molinar".»[12]
- «Problemas de electromagnetismo.»[13]
- «Antecedents de l'escola industrial d'Alcoi.»[14]
- «Las escuelas normales en la provincia de Alicante durante el siglo XIX.»[15]
- «De las escuelas rurales.»[16]
- «El aprovechamiento didáctico de los archivos y su concreción en el archivo municipal de Alcoi»[17]

## Premios y nominaciones
- «Medalla a título póstumo de la Universitat Politècnica de València»[18]
- Un edificio de investigación en el campus de Alcoy, ahora lleva su nombre.[6]
- Su fallecimiento impidió la aceptación de pertenencia a la Asociación de Química Americana (American Chemical Society).